# Винсгейм, Христиан Никола фон
Христиа́н Нико́ла фон Винсге́йм (нем. Christian Nicolaus von Winsheim, 1694—1751) — русский астроном, действительный член Петербургской АН (1731).

## Биография
Родился в Пруссии, в России жил с 1718 года, занимался частным преподаванием в Санкт-Петербурге. После основания Санкт-Петербургской Академии наук Винсгейм познакомился с многими её членами, иногда помогал Ж. Н. Делилю в переводах с русского языка на французский. Делиль предложил принять Винсгейма в Академию наук, и 1 мая 1731 года Академия заключила с Винсгеймом контракт на должность адъюнкта по астрономии. При этом от Винсгейма как адъюнкта по астрономии требовалось заниматься не астрономическими наблюдениями, к которым он был непривычен, а проводить различные вычисления, необходимые для таких наблюдений.
С 1735 года — экстраординарный профессор, преподавал математическую географию и принимал участие в подготовке издания Атласа Российского. В 1736 году был уволен от астрономических наблюдений; в краткой автобиографии, написанной в 1743 году, Винсгейм указывал: «а что он от того уволен, тому причина та, что ему за тучностью его корпуса не можно никак более ходить на обсерваторию». В 1735—1742 годах занимался проверкой результатов астрономических наблюдений, присылаемых с разных мест, рассчитывал «кульминацию Солнца и всех планет, время их прохода через полуденную линию», составив «знатное количество таблиц»; «принял на себя труд исчисления тёмных часов для полиции, то есть в которое время в С.-Петербурге фонари засвечивать и гасить надлежит». Ежегодно выпускал календари, снабжая их астрономическими предсказаниями. Участвовал в составлении первых карт Российской империи, собирал и переводил на русский язык географические известия из иностранных источников. Винсгейм читал лекции геодезистам в Географическом департаменте и опубликовал статей по астрономии: «Об изменениях звезд» (1734), «О солнечных затмениях» (1735), «О мореплавании на Север» (1738), «О млечном пути» (1739), «Письмо, касающееся до мореплавания около Севера» (1739), «Известия о Калифорнии» (1741), «Известия о северном ходе россиян из устий рек…» (1742).
В 1742—1746 и 1749—1751 годах — конференц-секретарь Академии наук, вёл протоколы её заседаний на латинском языке, отличаясь добросовестностью и пунктуальностью. В 1747 году, после отъезда во Францию директора обсерватории Делиля, Винсгейм принял под своё начало академическую обсерваторию, но, в отличие от Делиля, который проводил на обсерватории дни и ночи, Винсгейм вообще не посещал обсерваторию, поскольку по причине ожирения не мог подниматься по довольно крутой винтовой лестнице, которая вела со двора на 4-й, 5-й и 6-й этажи башни Кунсткамеры, где располагалась обсерватория. Пока Винсгейм формально руководил обсерваторией, все астрономические наблюдения в ней и уход за инструментами осуществлял учитель математики академической гимназии Иоганн Якоб Ксиландер. 5 декабря того же года в здании Академии, где помещалась обсерватория, произошел пожар, при котором сгорели оптическая камера, астрономические инструменты и большой глобус. Винсгейм сумел сохранить часть рукописей, вывезя их к себе домой.
Под руководством Винсгейма был составлен небольшой географический атлас, изданный в 1742 году под заглавием: «Атлас российский, состоящий из двадцати и более специальных карт, представляющих все российское государство с пограничными землями для исправнейшего издания генеральной карты великия сея империи сочинен по правилам географическим и новейшим обсервациям при Императорской Академии наук в Санкт-Петербурге 1742 года». В качестве пояснения к атласу Винсгейм написал краткую политическую географию, которая была издана в 1745 году. Эта география сразу после её опубликования была признана Академией наук неудачной, в мае 1756 года историограф Миллер дал о ней и об этом небольшом атласе весьма неблагоприятный отзыв.
Конфликтными были также отношения Винсгейма с М. В. Ломоносовым: в 1743 году, согласно приводимому С. М. Соловьёвым документу, Ломоносов, явившись в Академию наук, «поносил профессора Винсгейма и всех прочих профессоров многими бранными и ругательными словами, называя их плутами и другими скверными словами, <…> грозил он профессору Винсгейму, ругая его всякою скверною бранью, что он ему зубы поправит».